# Ángel Muniz
Ángel Muniz (Cerro Largo, Uruguay, 1822 - Paso Quinteros, Río Negro, 1892) fue un militar y caudillo blanco uruguayo. Fue tío de Justino Muniz. 
Con 21 años se incorporó al ejército de Manuel Oribe en 1843, durante la Guerra Grande. Miembro de la Guardia Nacional. Se destacó en el combate contra la revolución de Venancio Flores, la Cruzada Libertadora de 1863 a 1865 y logró el grado de coronel. Dirigió la primera resistencia contra las tropas brasileras que invadieron Uruguay en 1864 el 12 de octubre, al mando del Gral. Jose Luis Mena Barreto, a través de Melo. Permaneció en el país después de la victoria de Flores y marchó en 1866 a la Guerra de la Triple Alianza contra Paraguay al frente de tropas de Cerro Largo. 
En 1870 se sumó a la Revolución de las lanzas -liderada por el caudillo blanco Timoteo Aparicio- al frente de tropas que reunió en su zona de influencia (Cerro Largo, Minas y Maldonado). Se destacó en las batalla de Sauce (1870) y en la Batalla de Manantiales; en ésta el regimiento a su cargo fue el único en abandonar en orden el terreno de lucha. 
En aquella época de terribles odios se caracterizó por la benevolencia en el trato a los prisioneros y su oposición a toda crueldad inútil, razón por la cual expulsó de las huestes blancas a Nicomedes Coronel, el asesino de Justo José de Urquiza, que pretendía sumársele. 
Combatió en la Revolución Tricolor en 1875 y después de la derrota emigró a Brasil, dedicándose a los negocios rurales. Regresó a principios de 1880 y se afilió al Partido Constitucional.
- Datos: Q6173348